# Arctornis rutila
Arctornis rutila är en fjärilsart som beskrevs av Fabricius 1781. Arctornis rutila ingår i släktet Arctornis och familjen tofsspinnare. Inga underarter finns listade i Catalogue of Life.